# Feldkapelle (Sägmühle)

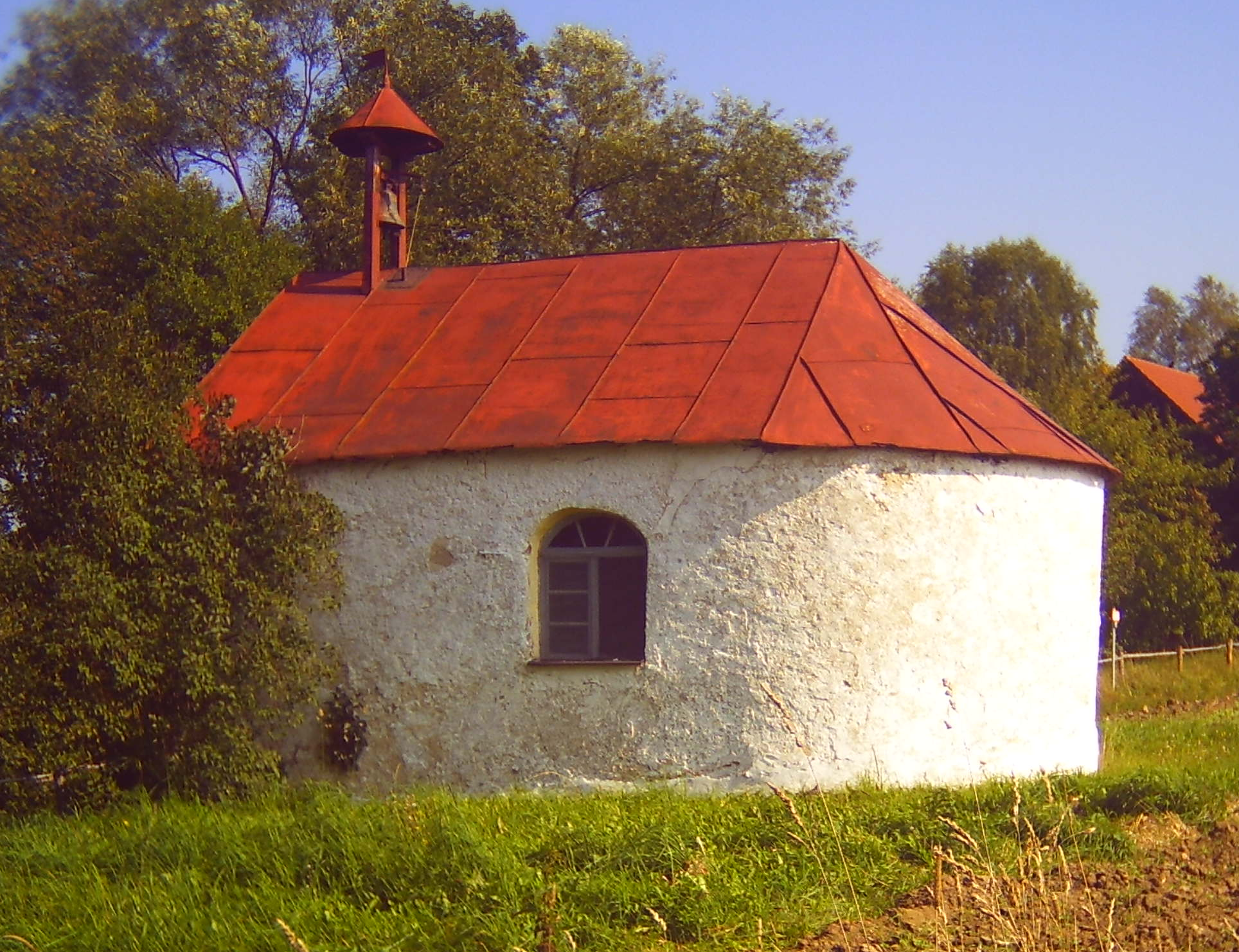
Feldkapelle in Sägmühle

Die Feldkapelle in Sägmühle, einem Gemeindeteil von Weiding im Oberpfälzer Landkreis Schwandorf in Bayern ist ein im 18. Jahrhundert erbautes Kirchengebäude.
Die als Baudenkmal geschützte Kapelle steht gegenüber dem unteren Wohnhaus der Einöde. Auf dem Zinkdach befindet sich ein kleiner Dachreiter mit Glocke.